# Partito Comunista Finlandese
Il Partito Comunista Finlandese, più precisamente Partito Comunista di Finlandia (in finlandese: Suomen Kommunistinen Puolue - SKP; in svedese: Finlands kommunistiska parti - SKP), fu un partito politico finlandese di orientamento comunista.

## Prime fasi
Nel 1918 i "Rossi" persero la guerra civile finlandese, evento che portò alla fine della Repubblica socialista dei lavoratori finlandesi. Il Partito Socialdemocratico Finlandese si era schierato con la parte a cui la sorte non aveva arriso, e diversi suoi capi dovettero rifugiarsi in Unione Sovietica. Alcuni di questi rifugiati fondarono il Partito Comunista Finlandese a Mosca.
L'SKP fu sciolto nel 1923, e nuovamente nel 1930. Dopo la guerra di continuazione, l'SKP svolse un ruolo predominante nella Lega Democratica Popolare Finlandese, che venne fondata nel 1944 come organizzazione ombrello dell'estrema sinistra politica.

## Guerra fredda
Il periodo della guerra fredda fu l'"età dell'oro" dei comunisti in Finlandia. Tra il 1944 e il 1979 il sostegno alla Lega Democratica Popolare Finlandese si attestò fra il 17% ed il 24%. I comunisti fecero parte di diversi esecutivi, ma la Finlandia non ebbe mai un Primo ministro o un Presidente comunista.
Il movimento giovanile dell'SKP fu la Lega giovanile democratica finlandese (SDNL).
Il rivale principale dell'SKP nel predominio sulla sinistra politica fu il Partito Socialdemocratico Finlandese. La competizione fu molto aspra nei sindacati ed in altre organizzazioni di sinistra. I comunisti persero gradualmente terreno e vennero indeboliti da dispute interne.
Una minoranza di ortodossia comunista, i tastoisti – che prendevano il nome dal loro leader Taisto Sinisalo – attaccò spesso la leadership del partito, più improntata all'eurocomunismo. In pratica, il partito era costituito da due strutture parallele. Fra il 1985 e il 1986 un gran numero di tastoisti venne espulso; essi fondarono il Partito Comunista Finlandese (Unità) (SKPy).

## Caduta
La caduta dell'Unione Sovietica portò a conflitti ideologici all'interno del partito. La depressione iniziata nel 1989 portò alla bancarotta finanziaria l'anno successivo. L'SKP non si riprese più, e la maggior parte dei membri del partito, insieme ad altre organizzazioni membri della Lega Democratica Popolare Finlandese, fondò l'Alleanza di Sinistra.
L'SKPy, all'inizio la fazione che il partito espulse tra il 1985 e il 1986, sopravvisse al proprio partito di origine e si registrò come Partito Comunista Finlandese nel 1997; non è stato però in grado di riottenere la rappresentanza parlamentare accordata al partito comunista originale. La percentuale di voti ottenuti alle elezioni parlamentari del 2007 è stata dello 0,7%.

## Elenco dei capi del partito

### Presidenti del partito
- 1918–1920: Yrjö Sirola
- 1920–1935: Kullervo Manner
- 1935–1937: Hannes Mäkinen
- 1937–1938: Jukka Lehtosaari
- 1944–1945: Aimo Aaltonen
- 1945–1948: Aaro Uusitalo
- 1948–1966: Aimo Aaltonen
- 1966–1982: Aarne Saarinen
- 1982–1984: Jouko Kajanoja
- 1984–1988: Arvo Aalto
- 1988–1990: Jarmo Wahlström
- 1990–1992: Heljä Tammisola

### Segretari del partito
- 1935–1940: Arvo Tuominen
- 1944–1969: Ville Pessi
- 1969–1977: Arvo Aalto
- 1977–1981: Erkki Kivimäki
- 1981–1984: Arvo Aalto
- 1984–1985: Aarno Aitamurto
- 1985–1988: Esko Vainionpää
- 1988–1990: Heljä Tammisola
- 1990–1992: Asko Mäki